# Condado (Pernambuco)
Condado es un municipio brasileño del estado de Pernambuco. Tiene una población estimada al 2020 de 26.590 habitantes, según el IBGE.

## Historia
El municipio que hoy es conocido por Condado era llamado Goianinha y se originó como un distrito de la ciudad de Goiana. Goianinha comenzó a ser poblada a finales del siglo XVII.
En 1896 el condado fue elevado a la categoría de villa. Ya en 1943 Goianinha pasó a llamarse Condado por sugerencia del geógrafo, historiador y profesor Mário Melo. La ley que emancipa la ciudad es de 1958, se trata de la Ley 3340. El municipio se instaló de hecho en 1962, con la elección del primer alcalde: Honorato Cabral de Sousa Campos. La fecha escogida para tal, fue 11 de noviembre.